# Monarchie héréditaire
La monarchie héréditaire est un système politique et de succession de pouvoirs dans laquelle la Couronne passe d'un membre d'une famille dirigeante à un autre membre de la même famille. Une série de dirigeants de la même famille constitue une dynastie.
C'est historiquement le type de monarchie le plus courant et reste la forme dominante dans les monarchies existantes. Elle présente les avantages de la continuité de la concentration du pouvoir et de la richesse et de la prévisibilité de qui peut s'attendre à contrôler les moyens de gouvernance et de favoritisme. Pourvu qu'un monarque soit compétent, non oppressif et conserve une dignité appropriée, il pourrait également offrir les facteurs stabilisateurs d'affection populaire et de loyauté envers une famille dirigeante. L'arbitrage de ce qui constitue l'oppression, la dignité et la popularité a tendance à rester du ressort du monarque. Un inconvénient majeur de la monarchie héréditaire survient lorsque l'héritier apparent peut être physiquement ou mentalement incapable de régner. D'autres inconvénients incluent l'incapacité d'un peuple à choisir son chef d'État, la distribution ossifiée de la richesse et du pouvoir dans un large éventail de la société, et la poursuite de structures religieuses et socio-économiques démodées principalement au profit des monarques, de leurs familles, et partisans.
Dans la plupart des monarchies héréditaires existantes, l'ordre de succession typique utilise une certaine forme de primogéniture (l'héritier est le premier enfant du monarque précédent), mais il existe d'autres méthodes telles que l'ancienneté et la tanistique (dans lesquelles un héritier apparent est nommé parmi des candidats qualifiés).
La recherche montre que les régimes héréditaires, en particulier la primogéniture, sont plus stables que les formes de régime autoritaire avec des dispositions de succession alternatives,,,,,.

## Succession

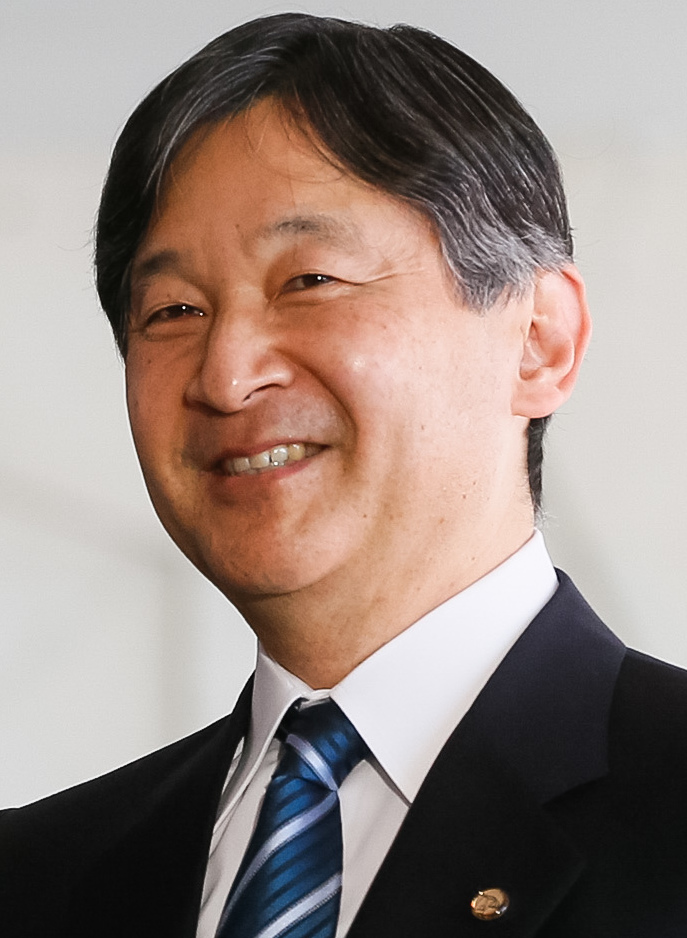
L'empereur Naruhito est le monarque héréditaire du Japon. La monarchie japonaise est la plus ancienne monarchie héréditaire continue au monde.

Théoriquement, lorsque le roi ou la reine d'une monarchie héréditaire décède ou abdique, la couronne passe généralement à la génération suivante de la famille. S'il n'y a pas d'enfant légitime, la couronne peut passer à un frère, une sœur, un neveu, une nièce, un cousin ou un autre parent, conformément à un ordre de succession prédéfini, propre à chaque État, souvent inscrit dans la Constitution. Un tel processus établit à l'avance qui sera le prochain monarque et évite les conflits entre les membres de la famille royale. Les usurpateurs peuvent avoir recours à l'invention de généalogies semi-mythiques pour renforcer leur respectabilité.
Historiquement, il y a eu des différences dans les systèmes de succession, principalement autour de la question de savoir si la succession est limitée aux hommes, ou si les femmes sont également éligibles (historiquement, la couronne revenait souvent au plus âgé des garçons, comme capacité à diriger une armée en la bataille était une condition requise de la royauté). La succession agnatique fait référence à des systèmes où les femmes ne sont pas autorisées à réussir ni à transmettre des droits de succession à leurs descendants masculins (voir la loi salique). Un agné est un parent avec lequel on a un ancêtre commun par descendance dans une lignée masculine ininterrompue. La succession cognatique faisait autrefois référence à toute succession qui permettait aux hommes et aux femmes d'être héritiers, bien que dans l'usage moderne, elle se réfère spécifiquement à la succession par ancienneté, quel que soit le sexe[réf. nécessaire] (primogéniture absolue comme en Suède depuis 1980). Un autre facteur qui peut être pris en compte est l'appartenance religieuse du candidat ou de son conjoint, en particulier lorsque le monarque a également un titre ou un rôle religieux; par exemple, le monarque britannique a le titre de gouverneur suprême de l'Église d'Angleterre et ne peut pas professer le catholicisme romain.

## Monarchie héréditaire élective
La monarchie élective peut fonctionner comme une monarchie héréditaire de facto. Un type spécifique de monarchie élective connu sous le nom de tanistrie limite l'éligibilité aux membres de la maison dirigeante. Mais la succession héréditaire peut également se produire dans la pratique malgré de telles limitations légales. Par exemple, si la majorité des électeurs appartiennent à la même maison, ils ne peuvent élire que les membres de la famille. Ou un monarque régnant pourrait avoir le pouvoir exclusif d'élire un parent. De nombreux pays européens de la fin du Moyen Âge étaient officiellement des monarchies électives, mais en fait pseudo-électives; la plupart sont passés à des systèmes officiellement héréditaires au début de l'ère moderne. Des exceptions telles que le Saint-Empire romain germanique et le Commonwealth polono-lituanien prouvent la règle.